# Watino
Watino est un hameau (hamlet) du Comté de Birch Hills, situé dans la province canadienne d'Alberta.